# Moel y Llyn
Moel y Llyn är ett berg i Storbritannien.   Det ligger i kommunen Ceredigion och riksdelen Wales, i den södra delen av landet, 280 km väster om huvudstaden London. Toppen på Moel y Llyn är 472 meter över havet, eller 55 meter över den omgivande terrängen. Bredden vid basen är 0,94 km.
Terrängen runt Moel y Llyn är huvudsakligen kuperad. Runt Moel y Llyn är det ganska glesbefolkat, med 43 invånare per kvadratkilometer. Närmaste större samhälle är Aberystwyth, 16,3 km sydväst om Moel y Llyn. Trakten runt Moel y Llyn består i huvudsak av gräsmarker.